# Robert W. Barnwell
Robert W. Barnwell (Beaufort, 1801. augusztus 10. – Columbia, 1882. november 5.) az Amerikai Egyesült Államok szenátora (Dél-Karolina, 1850).